# Provincia jesuítica de Chile

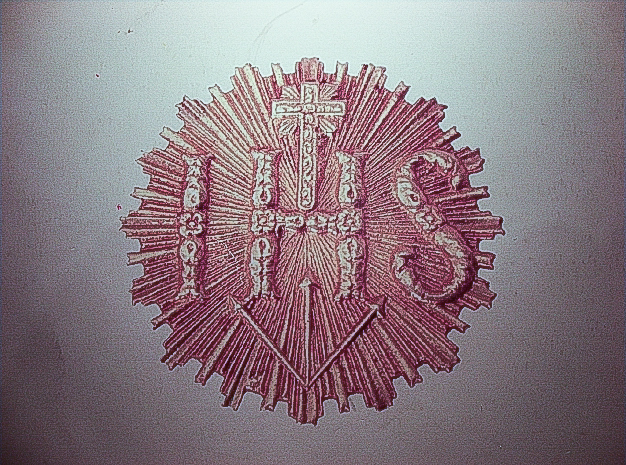
Emblema jesuita

La provincia jesuítica de Chile fue una de las provincias de la Compañía de Jesús en Sudamérica antes de la expulsión de los jesuitas del territorio del Imperio español en 1767. La sede del padre provincial se encontraba en la ciudad de Santiago de Chile. 
La viceprovincia jesuítica de Chile fue creada en 1625 al ser separada de la provincia jesuítica del Paraguay, pasando a depender de la provincia jesuítica del Perú hasta su establecimiento como provincia en 1683.

## Antecedentes
La provincia jesuítica del Perú fue creada en 1568, quedando comprendida en ella el Reino de Chile, pero los primeros jesuitas llegaron a Chile 25 años después. A solicitud del virrey Lope García de Castro el rey Felipe II dispuso solicitar al general de la orden que algunos jesuitas pasasen a Chile, pero la orden no se cumplió ya que el virrey les dio otros destinos. El 11 de febrero de 1579 el rey volvió a disponer el envío de más misioneros para Chile, pero tampoco llegaron a esa gobernación. Por gestión del padre Juan Román, enviado a España por el provincial del Perú, en 1590 el rey volvió a disponer el envío de jesuitas a Chile, ordenando por reales cédulas del 12 y 19 de septiembre y del 3 de octubre, que el virrey del Perú les suministrara los recursos que fuesen necesarios. Inmediatamente un grupo de 8 misioneros partió de España, pero al llegar al Perú el provincial Juan Sebastián de la Parra decidió remplazarlos por misioneros con experiencia en América.
El primer grupo partió en el barco San Francisco Javier desde el Callao el 9 de febrero de 1593, compuesto por los sacerdotes Luis de Estrella, Luis de Valdivia, Hernando de Aguilera, Gabriel de la Vega, y dos hermanos coadyutores (Miguel Teleña y Fabián Martínez), siendo el rector el sacerdote septuagenario catalán Baltasar de Piñas. Juan de Olivares se hallaba en Potosí y partió después en otro barco. Aguilera y Olivares habían nacido en Chile y conocían el idioma mapudungún. El grupo arribó a La Serena el 12 de marzo y desde allí llegaron por tierra a Santiago el 12 de abril de 1593. Poco después abrieron en esa ciudad una residencia adquirida por suscripción popular y una escuela de gramática, y luego el Convictorio de San Francisco Javier, un internado para jóvenes aristócratas. Al retornar Piñas al Perú le sucedió como rector el padre Valdivia.
En 1595 Valdivia y Aguilera comenzaron a realizar misiones en la Araucanía y en Cuyo.
El general de la Compañía de Jesús, Claudio Acquaviva, dispuso en 1603 la creación de la provincia del Paraguay incluyendo territorios que hoy pertenecen a Argentina, Bolivia, Brasil, Chile, Paraguay y Uruguay, la cual se efectivizó en 1604 con el padre Diego de Torres Bollo como superior provincial y sede en la ciudad de Córdoba.

## Acción de la Compañía en Chile
La Compañía de Jesús creó en Santiago los colegios Máximo San Miguel (futura Universidad Pontificia Colegio Máximo de San Miguel) y San Pablo, y otros colegios en Bucalemu, Chillán, Quillota, Mendoza, La Serena y Concepción. El colegio Máximo San Miguel otorgaba también títulos universitarios.

La residencia jesuita de Mendoza fue creada en 1609. En 1612 se produjo el asesinato de tres jesuitas en el valle de Elicura, cuando misionaban en la Araucanía. En 1619 se fundó la Casa de Bucalemu, desde donde los misioneros recorrieron el territorio entre el río Choapa y el río Maule.
Las propiedades de la Compañía de Jesús en Chile alcanzaron a 59 fundos y llegaron a tener 1300 esclavos negros para trabajarlos.

## La misión de Chiloé

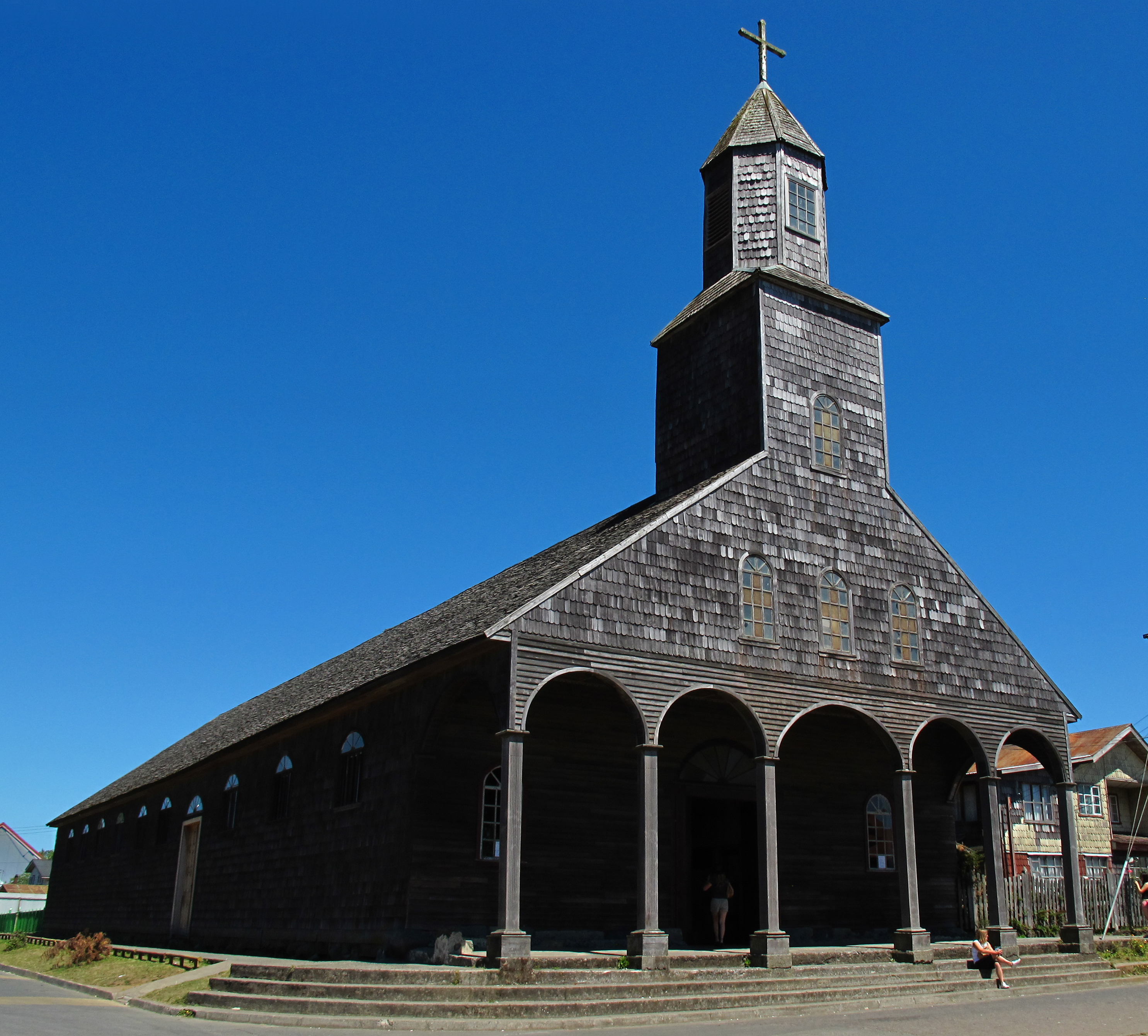
Iglesia de Santa María de Loreto, en Achao, Chiloé (Patrimonio de la Humanidad desde 2000).

Después de la batalla de Curalaba en 1598, en que los mapuches vencieron y mataron al gobernador de Chile, Chiloé quedó separado del resto de las posesiones españolas porque todas las ciudades entre el río Biobío y el canal de Chacao fueron abandonadas o destruidas. En 1609 llegaron a Chiloé los primeros jesuitas, Melchor Venegas y Juan Bautista Ferrufino, quienes se establecieron en Chequián, en la isla Quinchao. En 1612 fundaron la primera iglesia en Castro para evangelizar a los nativos, para posteriormente continuar construyendo capillas por todo el archipiélago, la mayoría a través de la utilización del sistema indígena de trabajo llamado minga, alcanzando el número de 79 capillas en 1767.
Los jesuitas establecieron en Chiloé un sistema llamado misión circular para hacerse cargo de todas las comunidades evangelizadas. La Misión Circular duraba 8 meses (entre septiembre y abril) y significaba recorrer en total unos 4000 km en dalca y a pie, pero como debían visitar más de 80 sectores y hacer frente a las adversidades del clima, la estadía en cada capilla duraba sólo un par de días y durante el resto del año la vida religiosa quedaba a cargo de un fiscal. Estos eran laicos a los que los jesuitas les encargaban mantener la continuidad de la obra misionera en ausencia de los sacerdotes misioneros. El gobernador Pedro Osores de Ulloa autorizó a los jesuitas el 17 de diciembre de 1621 el nombramiento de fiscales.
En Chiloé y áreas adyacentes los jesuitas establecieron la Misión de Chiloé para los veliches; la Misión de Chonchi, para los payos al sur de Castro hasta Huildad; la Misión de Guar, para los chonos de las islas Guaitecas; la Misión de Cailín, para los chonos, caucahués, taijatafes y huillis, que fueron reubicados desde el archipiélago Guayaneco e islas adyacentes.
En 1650 los jesuitas de Chiloé iniciaron la Misión del Nahuel Huapi, en la actual Argentina, cuando el padre Diego de Rosales cruzó la cordillera de los Andes en dirección al lago Nahuel Huapi para intentar pacificar a los puelches y poyas. En 1670 Nicolás Mascardi fundó en esa zona la misión de Nuestra Señora del Populo y antes de ser asesinado por los poyas en 1674 recorrió la Patagonia argentina. La misión fue restablecida en 1689 por José de Zúñiga y nuevamente cerrada en 1693. En 1702 Felipe de la Laguna y Juan José Guillelmo la restablecieron, muriendo ambos envenenados, perdiéndose la misión de nuevo en 1716. Intentos posteriores de restablecerla fracasaron, aumentándose el número de mártires jesuitas.
En 1660 Jerónimo de Montemayor y Cosme Cisternas se dirigieron en dalcas hasta el estrecho de Magallanes.

## Expulsión
El 2 de abril de 1767 el rey Carlos III de España firmó en El Pardo el decreto conocido como Pragmática Sanción de 1767, cuyo título es «Pragmática sanción de su Magestad en fuerza de ley para el estrañamiento de estos Reynos a los Regulares de la Compañía, ocupación de sus Temporalidades, y prohibición de su restablecimiento en tiempo alguno, con las demás prevenciones que expresa». Siguiendo lo hecho en Portugal (1759) y Francia (1763), el rey dispuso que en todos los territorios sujetos a su jurisdicción fueran aprehendidos y luego expulsados los jesuitas y su patrimonio incautado.

(...) he venido en mandar que se extrañen de todos mis dominios de España e Indias, Islas Filipinas y demás adyacentes, a los Religiosos de la Compañía, así Sacerdotes, como Coadjutores o Legos que hayan hecho la primera profesión, y a los Novicios que quisieran seguirles (...)

El rey justificó su accionar expresando que lo hacía por causas urgentes, justas y necesarias que reservo en mi real ánimo.
El gobernador de Chile, brigadier Antonio Guill y Gonzaga, dio cumplimiento al decreto de expulsión entre la noche del 31 de marzo y hasta la mañana del 2 de abril de 1767. Los 380 jesuitas aprehendidos en Chile (235 eran sacerdotes) sin oponer resistencia fueron embarcados hacia España, arribando la mayoría a Cádiz en 1768. Desde allí fueron enviados a Imola en Italia, en la jurisdicción de los Estados Pontificios. Mediante la breve apostólico Dominus ac Redemptor el papa Clemente XIV dispuso la supresión de la orden en 1773.
Las misiones que debieron abandonar los jesuitas fueron continuadas por otras órdenes religiosas.